# 바이바이허
바이바이허(중국어: 白百何, 병음: Bái bǎihé, 한자음: 백백하, 본명: 바이쉐(중국어: 白雪, 병음: Bái Xuě, 한자음: 백설), 1984년 3월 1일 ~ )는 중국의 배우이다.
어린 시절부터 노래, 춤, 연기에 재능을 보였고 12세 시절에는 베이징 무도 학원에 입학했다. 2000년에는 장이머우 감독의 영화 《행복한 날들》의 오디션에 참가했지만 탈락했다. 하지만 장이머우 감독의 제안에 따라 2002년부터 중앙희극학원 뮤지컬 공연학과 학사 과정에 재학했고 2006년에는 텔레비전 드라마 《청춘의 날들》을 통해 드라마에 데뷔했다.

## 출연작

### 드라마
- 2011년 이별계약
- 2012년 야망의 제국(차오리역), 승녀적대가, [설황적애인]](동남역), 이혼전규칙(장신요역)
- 2014년 초사남사 시즌 3
- 2015년 장대(엽춘맹역)
- 2016년 과계가왕
- 2017년 외과풍운(루천시역)
- 2018년 남방유교목

### 영화
- 2011년 실연 33일
- 2012년 제일차(위가가역)
- 2013년 이별계약(차오차오역), 훔쳐진 그 5년, 개인 맞춤 제작
- 2014년 성형일기
- 2015년 연애중의도시, 몬스터 헌트(샤오란역), 꺼져버려 종양군, 배안동니도과만장세월
- 2016년 너의 세계를 지나칠 때, 훠궈전쟁
- 2017년 방가자(린 웨이역), 몬스터 헌트2:요괴사냥단(샤오란역)
- 2018년 초연
- 2019년 어 시티 콜드 마카오

## 수상
- 2012년 제31회 대중영화백화상 여우주연상